# TIK (zespół muzyczny)
TiK (ukr. ТiК), właśc. Тwerezist i Kultura (Тверезість і Культура, pol. Trzeźwość i Kultura) – ukraiński zespół muzyczny grający muzykę ska, utworzony w 2005.

## Dyskografia

### Albumy studyjne
- LiteraDURA (2007)
- TiCHIJ (2008)
- Wesilnij (2011)
- Lubi ty Ukrainu! (2015)